# Herse (vệ tinh)
Herse (/ˈhɜːrsiː/ HUR-seeHUR-see; tiếng Hy Lạp: Ἕρση), hay Jupiter L, trước đó được biết tới với ký hiệu là S/2003 J 17, là một vệ tinh tự nhiên của Sao Mộc. Nó được khám phá ra vào 8 tháng 2 năm 2003 bởi các nhà thiên văn học Brett J. Gladman, John J. Kavelaars, Jean-Marc Petit và Lynne Allen và cũng bởi một nhóm các nhà thiên văn ở Đại học Hawaii. Nó được đặt tên theo Herse, bởi một số nguồn thông tin thì là con gái của thần Zeus và nữ thần mặt trăng Selene trong thần thoại Hy Lạp, vào ngày 11 tháng 11 năm 2009. Sao Mộc LXXI Ersa cũng được đặt tên cho nhân vật thần thoại tương tự.
Herse có đường kính khoảng 2 kilomet, và quay quanh Sao Mộc với một khoảng cách trung bình 22.134.000 km trong 672.752 ngày, ở một độ nghiêng quỹ đạo là 165° so với mặt phẳng hoàng đạo, chuyển động theo hướng nghịch với vật thể trung tâm của nó và có độ lệch tâm là 0,2493.
Nó là thành viên trong cùng của nhóm Carme, được tạo thành từ các vệ tinh dị hình chuyển động nghịch hành quanh Sao Mộc ở khoảng cách từ 23 đến 24 Gm và ở độ nghiêng khoảng 165°.